# Schleidbach
Der Schleidbach ist ein knapp eineinhalb Kilometer langer linker und nördlicher Zufluss des Mülheimer Baches im nordrhein-westfälischen Kreis Euskirchen.

## Verlauf
Der Schleidbach entspringt auf einer Höhe von etwa 531 m ü. NN in einer Wiese nordöstlich des Blankenheimer Ortsteils Mülheim, etwa  hundert Meter westlich vom Schwalbenhof. Er fließt zunächst knapp vierhundert Meter südwärts durch Grünland und wird dann auf seiner linken Seite von einem kleinen Waldbach gespeist. Der Schleidbach wechselt nun seine Laufrichtung nach Südwesten und erreicht ungefähr einen halben Kilometer bachabwärts den Ortsrand von Mülheim. Er läuft nun am Ostrand der Ortschaft entlang und mündet schließlich südlich des Ortes auf einer Höhe von etwa 480 m ü. NN von links in den Mülheimer Bach.